# Chết bởi Trung Quốc
Chết bởi Trung Quốc - Đương đầu với con Rồng - Lời kêu gọi hành động toàn cầu (tiếng Anh: Death by China: Confronting the Dragon – A Global Call to Action) là một cuốn sách của hai giáo sư kinh tế học Peter Navarro và Greg Autry. Trong cuốn sách này, hai tác giả điểm lại các sự kiện bao gồm "từ các chính sách giao thương lạm dụng và thao túng tiền tệ đến lao động nô lệ và các sản phẩm tiêu dùng chết người", các mối đe đọa rõ rệt đối với sự ổn định kinh tế toàn cầu và hòa bình thế giới gây ra bởi Đảng Cộng sản cầm quyền "tham nhũng và tàn bạo" tại Trung Quốc.
Lời tựa của cuốn sách được viết bởi Đường Bách Kiều, một nhà hoạt động sinh viên trong cuộc biểu tình Thiên An Môn 1989, hiện cư trú tại Hoa Kỳ và là người ủng hộ nổi bật của Tổng thống Donald Trump.
Cuốn sách đã được dịch ra các thứ tiếng: Nhật, Việt, và Hàn. Một bộ phim tài liệu dài, dựa vào cuốn sách và có cùng tên, cũng đã được trình chiếu.
Bản dịch tiếng Việt do tiến sĩ Trần Diệu Chân dịch và được giới thiệu lần đầu tiên vào ngày 11 tháng 11 năm 2012 tại Tiểu Saigon, quận Cam, tiểu bang California, Hoa Kỳ.

## Các chương trong sách
Với 300 trang sách, tác phẩm gồm có 16 chương, được chia thành 5 phần chính:
- Lời nói đầu
  - Chương 1: Chẳng phải đả kích Trung Quốc, nếu là sự thật
- Phần I: Người mua hãy cực kỳ cảnh giác
  - Chương 2: Chết vì chất độc của Trung Quốc: Mạng sống vài đồng và thịt gà thì miễn phí
  - Chương 3: Chết bởi hàng hóa rác rưởi Trung Quốc: Bóp nghẹt trẻ thơ từ trong nôi
- Phần II: Những vũ khí hủy diệt việc làm
  - Chương 4: Cái chết của nền sản xuất của Hoa Kỳ: Tại sao hàng Mỹ không còn "ăn khách" (*) nữa?
  - Chương 5: Chết bởi thủ đoạn thao túng tiền tệ: Ngọa Hổ, Công Long
  - Chương 6: Chết bởi những doanh nghiệp Hoa Kỳ phản bội: Khi màu xanh đô-la che lấp màu cờ Hoa Kỳ
  - Chương 7: Chết dưới tay con Rồng thực dân: Thâu tóm nguồn tài nguyên – Thao túng thị trường thế giới
- Phần III: Chúng ta sẽ chôn ngươi theo kiểu Trung Quốc
  - Chương 8: Chết dưới tay hải quân biển xanh: Vì sao báo động đỏ từ việc gia tăng quân sự của Trung Quốc
  - Chương 9: Chết dưới tay gián điệp Trung Quốc: Cách "máy hút bụi" Bắc Kinh đánh cắp sợi thừng treo cổ chú Sam
  - Chương 10: Chết dưới tay tin tặc Đỏ: Từ "hắc khách Thành Đô" đến những con chip Mãn Châu
  - Chương 11: Chết dưới thanh kiếm laser của dòng họ Lưu: Mẹ, hãy nhìn, đó là ngôi sao chết chóc đang chiếu xuống Chicago
- Phần IV: Tài liệu hướng dẫn người quá giang đến trại tù cưỡng bức lao động Trung Quốc
  - Chương 12: Án tử hình cho hành tinh lớn: Bạn có muốn bị chiên công sự khải huyền?
  - Chương 13: Chết vì tàn sát kiểu Trung Quốc: Khi Mao gặp Orwell và Đặng Tiểu Bình tại quảng trường Thiên An Môn
  - Chương 14: Chết dưới tay Trung Quốc ở Trung Quốc: Thượng Hải hóa bộ gien ở nóc nhà thế giới và các câu chuyện trần tục khác
- Phần V: Tài liệu hướng dẫn để sống còn và lời kêu gọi hành động
  - Chương 15: Chết bởi kẻ ủng hộ Trung Quốc: Fareed Zakaria biến đi
  - Chương 16: Sống với Trung Quốc: Làm thế nào để tồn tại và thịnh vượng trong Thế kỉ của Rồng
- Lời kết

## Sơ lược nội dung
- Trung Quốc đang tấn công trên mọi mặt trận bằng mọi thứ vũ khí sẵn có - từ chủ nghĩa bảo hộ mậu dịch và thao túng tiền tệ đến tình báo và tấn công tin tặc. Khắp nơi trên thế giới, Trung Quốc cũng đang làm bất cứ mọi giá để chiếm đoạt nguồn tài nguyên nhiên thiên quan trọng - thậm chí điều đó có nghĩa khuyến khích các chế độ nguy hiểm nhất thế giới truyền bá vũ khí hạt nhân.
- Bên trong nội địa Hoa Kỳ, người Mỹ bị hàng nhập cảng độc hại của chú Rồng giết chết hay gây tổn thương. Những loại hàng nhập cảng này là thực phẩm có chất độc, đồ chơi nhiễm độc, thuốc có độc.
- Các công ty khổng lồ của Hoa Kỳ đã và đang hợp tác với các công ty quốc doanh Trung Quốc để hủy diệt ngành sản xuất Mỹ, và cuối cùng thì thật mỉa mai là chính họ đang hủy diệt họ.
- Hình thức chủ nghĩa tư bản ương ngạnh của Trung Quốc kết hợp với vũ khí bảo hộ mậu dịch và vũ khí mậu dịch trái luật để đẩy lùi từng việc làm một của các ngành công nghiệp Mỹ. Sự phát triển quân sự táo bạo của Trung Quốc đang chạy đua về hướng đối đầu với Hoa Kỳ. Trong khi đó, giới hành chính, chính trị và thậm chí giới khoa bản của Mỹ vẫn yên lặng về mối đe dọa đang tới gần.
- Hàng ngàn nhà bất đồng chính kiến mạng thông tin của Trung Quốc đang bị giam cầm trong các "Trại cải tạo lao động của Liên Xô."
- Tin tặc Trung Quốc đang gia tăng các hoạt động tấn công tin tặc vào nền quốc phòng Hoa Kỳ và các công ty chủ chốt của Mỹ.
- Tiền bị giảm giá của Trung Quốc đang gây thiệt hại cho Hoa Kỳ, châu Âu và sự phục hồi kinh tế toàn cầu.
- Giới truyền thông trong đó có những siêu sao như Tom Friedman và Nicholas Kristof của tờ New York Times, James Fallows của The Atlantic Monthly, và Fareed Zakaria của Newsweek đã bóp méo câu chuyện Trung Quốc như thế nào.